# Lise St-Denis
Lise St-Denis (née le 18 avril 1940 à Montréal) est une femme politique québécoise, canadienne. Elle a représenté la circonscription de Saint-Maurice—Champlain à la Chambre des communes du Canada du 2 mai 2011 au 19 octobre 2015.

## Biographie
Lise St-Denis possède un baccalauréat es arts ainsi que deux maîtrises en éducation et en littérature québécoise. Elle a occupé le poste d'enseignante du français au secondaire pendant 34 ans.

### Carrière politique
Lise St-Denis a commencé à militer pour le Nouveau Parti démocratique vers 2001. Elle a été candidate défaite en 2008 dans Longueuil—Pierre-Boucher, puis élue en 2011. Après huit mois comme députée du NPD, elle annonce en janvier 2012 qu'elle siégera dorénavant avec les libéraux.
De janvier 2012 à la fin de son mandat, elle est porte-parole libérale en matière d'éducation préscolaire et de garderies.  Elle est aussi membre du Comité des langues officielles de la Chambre des communes.    
En tant que femme politique, Lise St-Denis s'intéresse principalement à l'éducation, à la formation post-secondaire et à la condition des femmes, notamment celles qui ont des enfants et qui retournent aux études. La députée s'occupe également d'accès internet, de chômage et du dossier autochtone.
En avril 2014, elle annonce qu'elle ne sera pas candidate pour les élections de 2015.

### Résultats électoraux
Aux élections du 2 mai 2011, 48 871 électeurs sur un total de 80 534 électeurs figurant sur les listes électorales, se sont prévalus de leur droit de vote, soit 60,7 % des électeurs de cette circonscription. De ce nombre de 48 871 bulletins de vote, 1 193 ont été rejetés, il restait ainsi 47 678 votes valides. Selon Élections Canada, 8 242 ont voté par anticipation.
|       | Candidat                     | Parti          | # de voix | % des voix |
|       | Jacques Grenier              | Conservateur   | +08 447,  | 17,72 %    |
|       | (sortant) Jean-Yves Laforest | Bloc québécois | +13 961,  | 29,28 %    |
|       | Yves Tousignant              | Libéral        | +05 670,  | 11,89 %    |
|       | Lise St-Denis                | NPD            | +18 628,  | 39,07 %    |
|       | Pierre Audette               | Vert           | +00972,   | 2,04 %     |
| Total | Total                        | Total          | 47 678    | 100 %      |

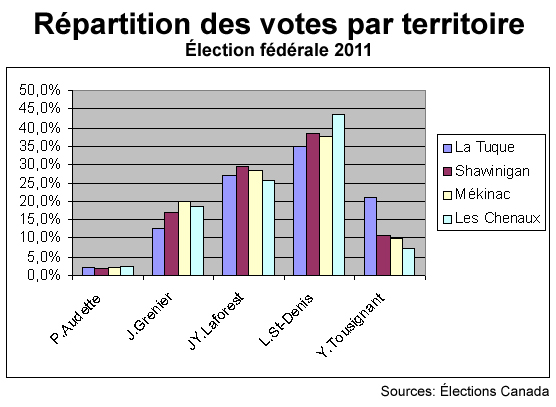

La répartition des votes par territoire montre des proportions assez semblables, avec quelques légères variantes : les électeurs de la MRC des Chenaux ont voté un peu plus pour Lise St-Denis (NPD) que les trois autres territoires; ceux de Shawinigan un peu plus pour Jean-Yves Laforest (Bloc québécois); ceux de la MRC de Mékinac un peu plus pour Jacques Grenier (Conservateur); et ceux de La Tuque davantage pour Yves Tousignant (Libéral).
|       | Candidat         | Parti              | # de voix | % des voix |
|       | Jacques Bouchard | Conservateur       | +07 210,  | 14,38 %    |
|       | Jean Dorion      | Bloc québécois     | +23 118,  | 46,12 %    |
|       | Ryan Hillier     | Libéral            | +10 920,  | 21,79 %    |
|       | Lise St-Denis    | NPD                | +07 021,  | 14,01 %    |
|       | Danielle Moreau  | Vert               | +01 752,  | 3,5 %      |
|       | Serge Patenaude  | Marxiste-léniniste | +00103,   | 0,21 %     |
| Total | Total            | Total              | 50 124    | 100 %      |